# Heftalita

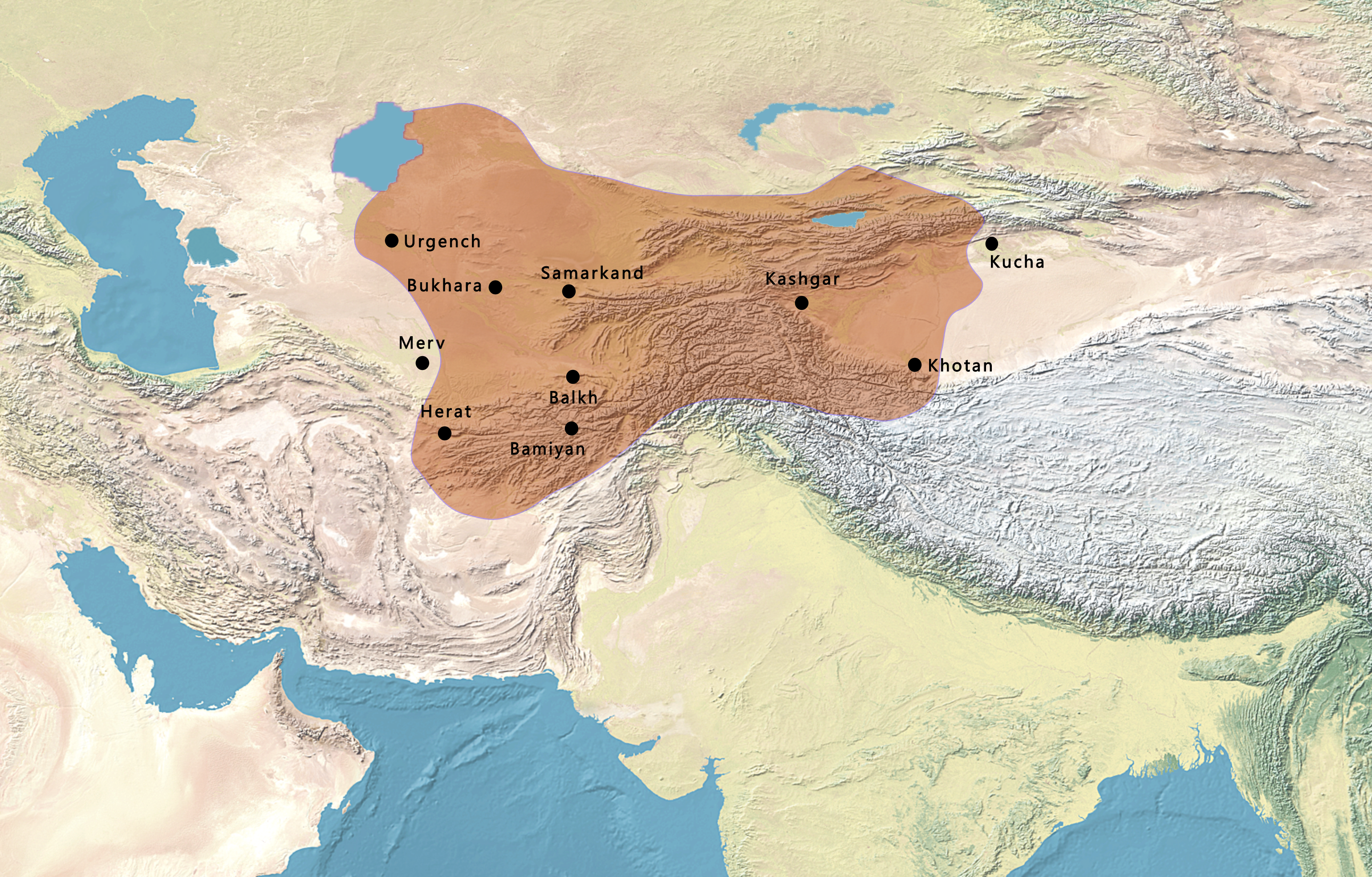
Mapa del Estado Heftalita

Los hunos blancos (nombre que les dieron los griegos bizantinos) fueron un pueblo nómada denominado heftalita por los antiguos griegos, Yta por los chinos y Shevetahûna (de shveta = blanco y hüna =huno) por los indios. Generalmente se les relaciona con los otros pueblos llamados hunos. Los heftalitas desempeñaron un importante papel en la historia de Persia y de la India. En este último país, saquearon y destruyeron varias poblaciones durante los siglos V y VI.
Esta horda correspondía a un linaje de hunos originarios del Altái, que fueron vasallos de los Rouran. A finales del siglo IV, se expandieron por las estepas del Turquestán. En 425 ocuparon Sogdiana y Bactriana —con esto separaron a los tayikos de los restantes pueblos iranios— y luego iniciaron sus ataques al Imperio Gupta. Durante el siglo V, Kumaragupta I debió resistir los embates heftalitas en el norte de la India. A comienzos del siglo VI, dominaron la cuenca del Ganges y destruyeron la ciudad de Pataliputra, casi al mismo tiempo que dominaban gran parte del este de Irán. En 450, el emperador persa sasánida Yazdegerd II pudo contener un intento de invasión heftalita pero, en el año 483, estos derrotaron a su sucesor Peroz I. Durante esa época, se mezclaron intensamente con las poblaciones indoiranias, adquiriendo un carácter más civilizado. De este modo, otro soberano sasánida, Kavad I, recuperó el trono de Persia con la ayuda de los heftalitas.
En la India fueron abatidos por los turcos en el año 528, mientras que, en Persia, Cosroes I —aliado con los turcos— aplastó a los heftalitas establecidos en Irán. En el año 563 fueron masacrados por los göktürk en alianza con los persas lo que les obligó a formar una serie de pequeños estados tapón entre los dos imperios. 
En el siglo VII se aliaron con los persas para luchar contra la invasión sarracena. Sin embargo, en la batalla de Badghis en 654, los persas y los hunos fueron finalmente derrotados por los sarracenos. Bajo el poder de los árabes, los hunos blancos bajo el mando del líder Nezak Tarkan que lideraba los tarkanes de los hunos blancos, protagonizaron una gran insurrección en año 710 la cual fue violentamente sofocada y de este modo desaparecieron de la historia.